# Сухой Ильчинец
Сухой Ильчинец — ручей на полуострове Камчатка в России. Впадает в реку Ильчинец справа на расстоянии 19 км от устья. Длина реки — 34 км.
Исток на вулкане Шивелуч.
По данным государственного водного реестра России относится к Анадыро-Колымскому бассейновому округу.
Код водного объекта — 19070000112220000017975.